# Formule van Stirling

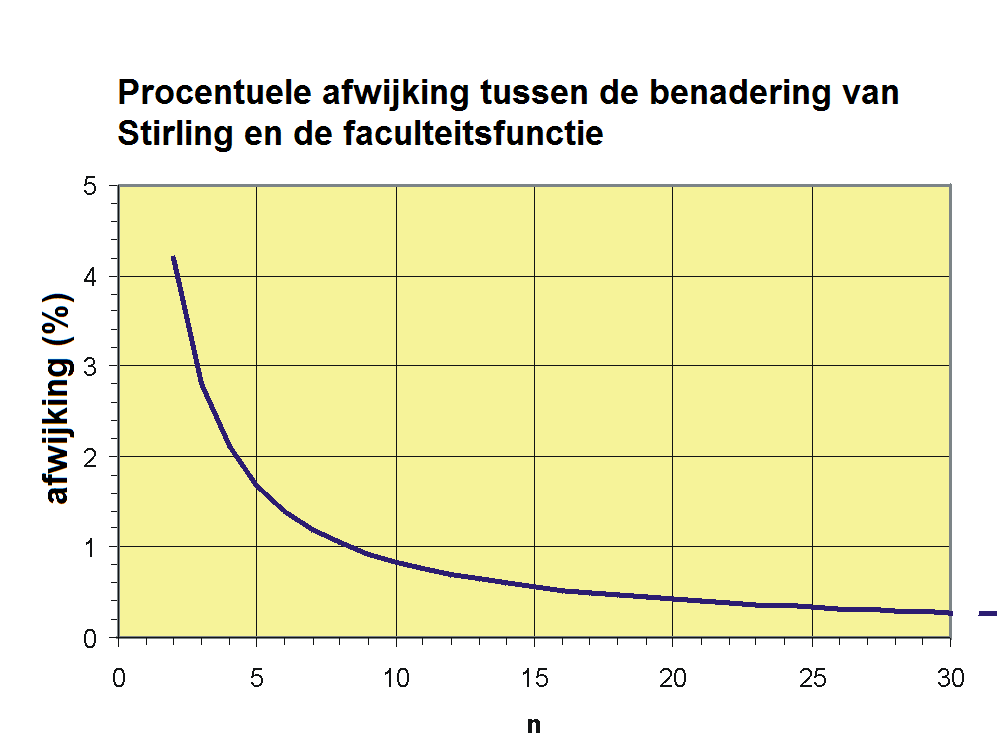

De formule van Stirling is een benadering voor de faculteit van grote getallen. De formule luidt:
{\displaystyle n!\approx {\sqrt {2\pi n}}\;\left({\frac {n}{e}}\right)^{n}}
Dit betekent ruwweg dat het rechterlid voor voldoende grote {\displaystyle n} als benadering geldt voor {\displaystyle n!}. Om precies te zijn:
{\displaystyle \lim _{n\to \infty }{n! \over {\sqrt {2\pi n}}\;\left({\frac {n}{e}}\right)^{n}}=1}
De formule is het resultaat van de eerste drie termen uit de ontwikkeling:
{\displaystyle \ln(n!)=n\ln(n)-n+{\tfrac {1}{2}}\ln(2\pi n)+{\bigl (}{1 \over n}-{1 \over 30n^{3}}+{1 \over 105n^{5}}-{1 \over 140n^{7}}{\bigr )}/12+\ldots }
De formule komt ook voor met alleen de eerste twee termen:
{\displaystyle \ln(n!)\sim n\ln(n)-n},
wat asymptotisch op hetzelfde neerkomt.
De formule werd ontdekt door De Moivre (1754†) in een iets andere vorm, namelijk:
{\displaystyle n!\sim c\;{\sqrt {n}}\;\left({\frac {n}{e}}\right)^{n}}
James Stirling (1770†), naar wie de formule genoemd is, toonde aan dat de constante {\displaystyle c} gelijk is aan {\displaystyle {\sqrt {2\pi }}}.

## Verloop van faculteit en benadering
In de onderstaande tabel staan ter vergelijking voor enkele waarden van {\displaystyle n} de relevante grootheden opgesomd.
| n [1] | ln(n!)  | n ln(n) − n | fout     |
| ----- | ------- | ----------- | -------- |
| 10    | 15,1    | 13,0        | [2]13,9% |
| 30    | 74,7    | 72,0        | [3]3,6%  |
| 50    | 148,5   | 145,6       | 1,9%     |
| 100   | 363,7   | 360,5       | 0,9%     |
| 1000  | 5912,1  | 5907,8      | 0,07%    |
| 10000 | 82108,9 | 82103,4     | 0,007%   |
{\textstyle \ln(n)+\ln((n-1)!)\gtrsim n(\ln(n)-1)}

## Toepassingen
De formule is belangrijk voor veel toepassingen in de statistische fysica, de thermo-dynamica en in de scheikunde (thermochemie).